# Лунда

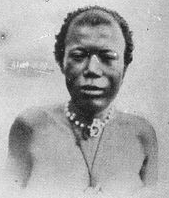
Женщина лунда

Лунда (балунда) — народ, живущий на северо-востоке Анголы, северо-западе Замбии и на юге ДРК. Большинство лунда разговаривает на языке лунда группы банту. Численность составляет 1030 тыс. человек, наибольшая часть из которых проживает в Замбии (ок. 520 тыс. человек), по другим данным, большинство в ДРК.

## История
Государство народов банту сложилось в XVI веке в районе верхнего течения реки Кассаи (сейчас северо-восточная Ангола и западное Конго). Хотя народ лунда жили в этом районе с давних времён, их империя была основана захватчиками с запада Лубы. В период с 1600 до 1750 г. группы лунда основали многочисленные поселения. Империя лунда состояла из основного административного центра, кольца ближних провинций, кольца дальних провинций, которые платили налог, но являлись автономными, и отдалённых деревень, которые разделяли общинную культуру лунда. Таким образом имперские границы определяли в общих чертах.
В XVII—XIX веках у лунда появилась государственность, шло развитие торговли, лунда экспортировали рабов и слоновую кость, новое королевство успешно расширяло территорию вплоть до прихода европейцев. Балунда активно сопротивлялись их проникновению, но вынуждены были подчиниться, хотя старая знать до сих пор сохраняет влияние.
В XX веке представители народности лунда составили костяк сепаратистского движения Катанги. К лунда принадлежали Моиз Чомбе и его отец Жозеф Чомбе.
Сейчас лунда занимаются в основном земледелием и рыболовством. Большого совершенства достигло кузнечное и другое ремесло.
Народ поклоняется духам предков и верит в верховного бога Нзамби.